# Haliburton—Kawartha Lakes
Circonscription électorale fédérale du Canada
Haliburton—Kawartha Lakes (précédemment connue sous les noms de Haliburton—Kawartha Lakes—Brock, Haliburton–Victoria–Brock et Victoria–Haliburton) est une circonscription électorale fédérale en Ontario (Canada).

## Géographie
La circonscription au nord-est de Toronto englobe une région entre le lac Simcoe et la ville de Peterborough, se constituant du comté de Haliburton, la ville de Kawartha Lakes, les municipalités de Dysart et al et de Highlands East (en), la municipalité de Trent Lakes (en), à l'exception des îles de la réserve indienne de Curve Lake no 35A, et les cantons de Algonquin Highlands (en), Cavan Monaghan (en), North Kawartha (en) et Minden Hills (en).
Les circonscriptions limitrophes sont Durham, York—Simcoe, Simcoe-Nord, Parry Sound—Muskoka, Nipissing—Timiskaming, Renfrew—Nipissing—Pembroke, Hastings—Lennox et Addington, Peterborough—Kawartha et Northumberland—Peterborough-Sud.

## Historique
La circonscription de Victoria—HaliburtonHaliburton—Kawartha Lakes—Brock est créée en 1966 avec des parties d'Hastings—Frontenac et de Victoria. Elle changera pour le nom de Haliburton—Victoria—Brock pour l'élection de 2000, et quatre plus tard pour le nom de Haliburton—Kawartha Lakes—Brock.
À la suite du découpage de la carte électorale de 2022-2023, la circonscription gagne la partie nord de la circonscription de Peterborough—Kawartha qui est renommée simplement Peterborough. Il s'agit du territoire à l'est de la route 649 (en). La circonscription, renommée Haliburton—Kawartha Lakes, perd cependant, à l'ouest, la partie située à l'ouest de la rue Simcoe au profit de la nouvelle circonscription de York—Durham. 

## Députés
| Législature                                                                        | Années        | Député           | Parti | Parti                     |
| ---------------------------------------------------------------------------------- | ------------- | ---------------- | ----- | ------------------------- |
| Victoria—Haliburton issue de Hastings—Frontenac, Peterborough—Kawartha et Victoria |               |                  |       |                           |
| 28e                                                                                | 1968–1972     | William C. Scott |       | Progressiste-conservateur |
| 29e                                                                                | 1972–1974     | William C. Scott |       | Progressiste-conservateur |
| 30e                                                                                | 1974–1979     | William C. Scott |       | Progressiste-conservateur |
| 31e                                                                                | 1979–1980     | William C. Scott |       | Progressiste-conservateur |
| 32e                                                                                | 1980–1984     | William C. Scott |       | Progressiste-conservateur |
| 33e                                                                                | 1984–1988     | William C. Scott |       | Progressiste-conservateur |
| 34e                                                                                | 1988–1993     | William C. Scott |       | Progressiste-conservateur |
| 35e                                                                                | 1993–1997     | John O'Reilly    |       | Libéral                   |
| 36e                                                                                | 1997–2000     | John O'Reilly    |       | Libéral                   |
| Haliburton—Victoria—Brock                                                          |               |                  |       |                           |
| 37e                                                                                | 2000–2004     | John O'Reilly    |       | Libéral                   |
| Haliburton—Kawartha Lakes—Brock                                                    |               |                  |       |                           |
| 38e                                                                                | 2004–2006     | Barry Devolin    |       | Conservateur              |
| 39e                                                                                | 2006–2008     | Barry Devolin    |       | Conservateur              |
| 40e                                                                                | 2008–2011     | Barry Devolin    |       | Conservateur              |
| 41e                                                                                | 2011–2015     | Barry Devolin    |       | Conservateur              |
| 42e                                                                                | 2015–2019     | Jamie Schmale    |       | Conservateur              |
| 43e                                                                                | 2019–2021     | Jamie Schmale    |       | Conservateur              |
| 44e                                                                                | 2021–2025     | Jamie Schmale    |       | Conservateur              |
| Haliburton–Kawartha Lakes                                                          |               |                  |       |                           |
| 45e                                                                                | 2025–en cours | Jamie Schmale    |       | Conservateur              |

## Résultats électoraux
|       | Candidat          | Parti        | # de voix | % des voix |
|       | (x) Barry Devolin | Conservateur | +35 192,  | 61,59 %    |
|       | Laura Redman      | Libéral      | +07 539,  | 13,19 %    |
|       | Lyn Edwards       | NPD          | +11 449,  | 20,04 %    |
|       | Susanne Lauten    | Vert         | +02 963,  | 5,19 %     |
| Total | Total             | Total        | 57 143    | 100 %      |

|       | Candidat          | Parti        | # de voix | % des voix |
|       | (x) Barry Devolin | Conservateur | +30 444,  | 55,97 %    |
|       | Marlene White     | Libéral      | +11 095,  | 20,4 %     |
|       | Stephen Yardy     | NPD          | +07 962,  | 14,64 %    |
|       | Michael Bell      | Vert         | +04 502,  | 8,28 %     |
|       | Dave Switzer      | Héritage     | +00390,   | 0,72 %     |
| Total | Total             | Total        | 54 393    | 100 %      |